# Emiko Odaka
Emiko Odaka (em japonês:  小高 笑子; Ogose, 14 de dezembro de 1962) é uma ex-jogadora de voleibol do Japão que competiu nos Jogos Olímpicos de 1984.
Em 1984, ela fez parte da equipe japonesa que conquistou a medalha de bronze no torneio olímpico, no qual atuou em cinco partidas.